# Barani Kopiniak
Barani Kopiniak (słow. Hrebeň baraních strážnic, niem. Weiszspitze, Weiszturm, węg. Waisz-csúcs, Waisz-torony) – szeroka turnia w słowackiej części Tatr Wysokich. Znajduje się w ich grani głównej, w północno-zachodniej grani masywu Baranich Rogów. Od Niżniego Baraniego Zwornika na zachodzie oddziela go Niżnia Barania Ławka, z kolei na wschodzie graniczy z Wyżnim Baranim Zwornikiem, oddzielonym Pośrednią Baranią Ławką. Odcinek grani obejmujący kopulastego Baraniego Kopiniaka i sąsiadujące z nim przełęcze jest przez Słowaków traktowany jako jedna dwusiodłowa przełęcz (Sedlo baraních strážnic). Wierzchołek Baraniego Kopiniaka leży tuż ponad Pośrednią Baranią Ławką.
Południowe stoki opadają z Baraniego Kopiniaka do Baranich Pól w Dolinie Pięciu Stawów Spiskich, natomiast północne zbiegają do Baraniego Bańdziocha – górnego piętra Doliny Czarnej Jaworowej. Barani Kopiniak jest wyłączony z ruchu turystycznego. Najdogodniejsza droga dla taterników prowadzi na jego wierzchołek z Pośredniej Baraniej Ławki. Północną i południową ścianą szczytu poprowadzono kilka bardzo trudnych dróg.
Pierwsze wejścia:
- letnie – Antonina Englisch i Karol Englisch, 24 sierpnia 1903 r.,
- zimowe – Miloš Matras i Jaroslav Mlezák, 11 grudnia 1953 r.[2]